# Dov Shilansky

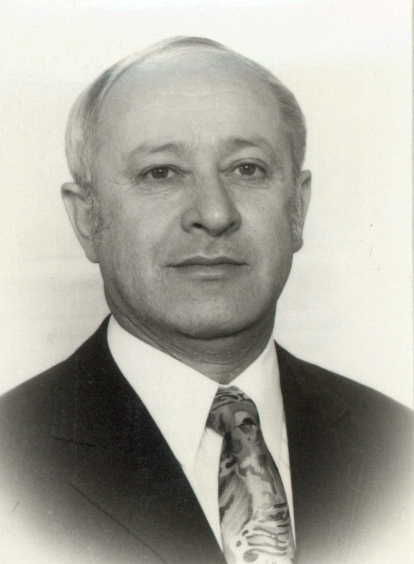
Dov Shilansky

Dov Shilansky (hebräisch דב שילנסקי‎; * 21. März 1924 in Šiauliai, Litauen; † 9. Dezember 2010 in Tel Aviv) war ein israelischer Politiker.
1944 war er im Shavli Ghetto in Šiauliai, um dort den Widerstand gegen die Nationalsozialisten zu organisieren. Bei der Auflösung des Ghettos wurde er gefangen genommen, in das KZ Stutthof und später in das KZ Dachau deportiert. Im April 1945 war er Teil eines Dachauer Todesmarsches. In der Nacht des 30. April  1945 flohen die SS-Bewacher allerdings und ließen die Gefangenen zurück.
Nach dem Zweiten Weltkrieg war er für die Irgun, eine zionistische Untergrundorganisation, in Rom und Deutschland tätig. 1948 reiste er an Bord der Altalena nach Israel.
In Israel studierte er Rechtswissenschaft an der Hebräischen Universität Jerusalem und erhielt dort 1960 einen Bachelor of Laws (LL.B.). Als Rechtsanwalt gehörte er der Israel Bar Association, der israelischen Anwaltskammer, an und war Mitglied in ihrem Ethikkomitee. Des Weiteren war Shilansky Mitglied in der International Organization of Jewish Law Professionals.
Vom 13. Juni 1977 bis zum 17. Juni 1996 gehörte er für den Likud der 9. bis 13. Knesset an. Während der 12. Knesset war er von 1988 bis 1992 Parlamentspräsident der Knesset. Danach fungierte er während der 13. Knesset als stellvertretender Parlamentspräsident. 1993 kandidierte er für das Amt des israelischen Staatspräsidenten, unterlag jedoch Ezer Weizmann mit 66 zu 53 Stimmen. 1996 zog er sich aus der Politik zurück und wurde wieder als Rechtsanwalt in der 1960 von ihm gegründeten Anwaltskanzlei Dov Shilansky & Co tätig.
Shilansky schrieb mehrere Bücher über politische Gefangenschaft sowie den Holocaust. In der monatlichen erscheinenden Zeitschrift Eretz Yisrael wurde regelmäßig seine Kolumne veröffentlicht.